# Raven (Virginia)
Raven es un lugar designado por el censo situado en el condado de Tazewell, Virginia  (Estados Unidos). Según el censo de 2010 tenía una población de 2.270 habitantes.

## Demografía
Según el censo del 2000, Raven tenía 2.593 habitantes, 1.064 viviendas, y 774 familias. La densidad de población era de 146,6 habitantes por km².
De las 1.064 viviendas en un 30,6% vivían niños de menos de 18 años, en un 55,5% vivían parejas casadas, en un 13,1% mujeres solteras, y en un 27,2% no eran unidades familiares. En el 24,4% de las viviendas vivían personas solas el 11,7% de las cuales correspondía a personas de 65 años o más que vivían solas. El número medio de personas viviendo en cada vivienda era de 2,44 y el número medio de personas que vivían en cada familia era de 2,88.
Por edades la población se repartía de la siguiente manera: un 23,1% tenía menos de 18 años, un 9,1% entre 18 y 24, un 28,8% entre 25 y 44, un 26,3% de 45 a 60 y un 12,6% 65 años o más.
La edad media era de 37 años. Por cada 100 mujeres de 18 o más años había 91,1 hombres.
La renta media por vivienda era de 19.104$ y la renta medianaa por familia de 22.891$. Los hombres tenían una renta media de 23.080$ mientras que las mujeres 19.327$. La renta per cápita de la población era de 10.356$. En torno al 16% de las familias y el 19,7% de la población estaban por debajo del umbral de pobreza.

## Localidades adyacentes
El siguiente diagrama muestra a las localidades más próximas a Raven.